# Hermann Weyl
Hermann Weyl   (Elmshorn, 9 de novembre de 1885 - Zúric, 8 de desembre de 1955) va ser un matemàtic, físic i filòsof alemany, que es va dedicar a la recerca en teoria de nombres, física teòrica i filosofia i és considerat un dels matemàtics universalistes del passat. Tot i que gran part de la seva vida va transcórrer a Zuric (Suïssa) i posteriorment a Princeton, se l'acostuma a vincular amb la tradició matemàtica de la Universitat de Göttingen, representada per David Hilbert i Hermann Minkowski.
La seva obra ha tingut gran influència en la física teòrica, així com en disciplines més purament matemàtiques, com la teoria de nombres. Va ser un dels matemàtics més influents de segle xx, i un membre destacat de l'Institut d'Estudis Avançats de Princeton en els seus primers anys.
Weyl publicà diverses obres tècniques i generals sobre l'espai, el temps, la matèria, la filosofia, la lògica, la simetria i la història de les matemàtiques. Fou un dels primers a estudiar les relacions entre la relativitat general i les lleis de l'electromagnetisme. Michael Atiyah afirmà que, sempre que examinava un tema matemàtic, trobava sempre que Weyl l'havia precedit.

## Biografia
Weyl va néixer a Elmshorn, una petita ciutat prop d'Hamburg, a Alemanya, i es va educar al gymnasium Christianeum d'Altona.
Des de 1904 a 1908 va estudiar matemàtica i física tant en Göttingen com en Múnic. Va obtenir el seu doctorat per la Universitat de Göttingen sota la supervisió de David Hilbert, que admirava molt. Després d'obtenir un lloc d'ensenyament durant uns anys, deixà Göttingen per Zuric per a ocupar la càtedra de matemàtica en l'ETH Zurich, on va ser col·lega d'Albert Einstein, qui es trobava polint els detalls de la teoria de la relativitat general. Einstein va exercir una influència duradora sobre Weyl, que va quedar fascinat per la física matemàtica. Weyl va conèixer en 1921 Erwin Schrödinger, qui va ser nomenat professor a la Universitat de Zúric. Van arribar a ser amics íntims amb el temps. Weyl tenia una mena de relació d'amor infantil amb l'esposa d'Erwin, Annemarie (Anny) Schrödinger (nascuda Bertel) (31 de desembre de 1896 – 3 d'octubre de 1965), mentre que, al mateix temps, Anny ajudà a criar una filla il·legítima d'Erwin, Ruth Georgie Erica March, nascuda l'any 1934 a Oxford, Anglaterra.
El mes de setembre de 1913 a Göttingen, Weyl es va casar amb Friederike Bertha Helene Joseph (30 de març de 1893 – 5 de setembre de 1948), coneguda amb el nom d'Helene (i amb el sobrenom de "Hella"). Helene era filla del Dr. Bruno Joseph (13 de desembre de 1861 – 10 de juny de 1934), un físic que tenia la posició de Sanitätsrat a Ribnitz-Damgarten, Alemanya. Helene era filòsofa (fou deixeble del fenomenologista Edmund Husserl) i també traductora de literatura espanyola a l'alemany i a l'anglès (especialment les obres del filòsof espanyol José Ortega y Gasset). A través de la relació entre Helene i Husserl, Hermann esdevingué familiar amb (i fortament influït per) les idees de Husserl. Hermann i Helene van tenir dos fills, Fritz Joachim Weyl (19 de febrer de 1915 – 20 de juliol de 1977) i Michael Weyl (15 de setembre de 1917 – 19 de març de 2011), tots dos nascuts a Zuric, Suïssa. Helene va morir a Princeton, Nova Jersey, el 5 de setembre de 1948. Les exèquies fúnebres van tenir lloc a Princeton el 9 de setembre de 1948. Tant el seu fill Fritz Joachim Weyl com els matemàtics Oswald Veblen (1880-1960) i Richard Courant (1888-1972) van fer-ne els panegírics. L'any 1950, Hermann es va casar amb l'escultora Ellen Bär (nascuda amb el cognom Lohnstein) (17 d'abril de 1902 – 14 de juliol de 1988), vídua del professor Richard Josef Bär (11 de setembre de 1892 – 15 de desembre de 1940) de Zuric.
Weyl va deixar Zuric en 1930 per a ser el successor de Hilbert en Göttingen fins a la presa del poder pels nazis el 1933. Els esdeveniments li van persuadir a dirigir l'Institut d'Estudis Avançats a Princeton. Inicialment va declinar l'oferiment perquè no volia abandonar la seua terra natal. A mesura que la situació política a Alemanya empitjorava, Weyl va canviar d'opinió i va acceptar el càrrec quan l'hi van tornar a oferir. Va continuar a Princeton fins al seu retir el 1951. Juntament amb la seua segona esposa Ellen, va viure en Princeton i Zuric, i va morir en aquesta última ciutat el 1955, víctima d'un atac cardíac.
Hermann Weyl fou incinerat a Zuric el 12 de desembre de 1955. Les seues cendres van romandre en mans privades fins a l'any 1999, quan foren inhumades a un columbari a l'aire lliure al Cementiri de Princeton, situat al número 29 de la Greenview Avenue, a Princeton (Mercer County), New Jersey. Les cendres del seu fill Michael Weyl (1917–2011) també estan inhumades, al costat de les del seu pare, al mateix columbari del Cementiri de Princeton.

## Contribucions

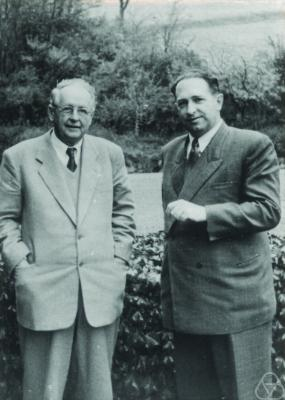
Hermann Weyl (a l'esquerra) amb Ernst Peschl

### Distribució de valors propis
L'any 1911, Weyl publicà Über die asymptotische Verteilung der Eigenwerte (Sobre la distribució asimptòtica dels valors propis), en la qual demostrava que els valors propis del laplacià en el domini compacte estan distribuïts segons l'anomenada llei de Weyl. L'any 1912 en va suggerir una nova demostració, basada en principis variacionals. Weyl va tornar a tractar aquest tema en diverses ocasions, i formulà la conjectura de Weyl. Aquestes obres suposaren el començament d'una important àrea d'investigació en l'anàlisi moderna, la distribució asimptòtica de valors propis.

### Fonaments geomètrics de varietats i física
L'any 1913, Weyl publicà Die Idee der Riemannschen Fläche (El concepte d'una superfície de Riemann), que proporcionava un tractament uniforme de les superfícies de Riemann. En aquesta obra, Weyl utilitzava la topologia general, per tal de fer que la teoria sobre les superfícies de Riemann fos més rigorosa, un model que continuaria en una obra posterior sobre varietats. Weyl es va basar en un treball anterior de L. E. J. Brouwer's.
Weyl, com a gran figura de l'escola de Göttingen, estava al corrent de l'obra d'Einstein des dels seus primers dies. Va seguir l'evolució de la física de la relativitat en la seva obra Raum, Zeit, Materie (Espai, Temps, Matèria) original de 1918, arribant a una 4a edició l'any 1922. En 1918, va introduir la noció de gauge, i va donar el primer exemple del que actualment es coneix com a teoria de gauge. La teoria de gauge de Weyl fou un intent insatisfactori de modelar el camp electromagnètic i el camp gravitacional com a propietats geomètriques de l'espaitemps. El tensor de Weyl en geometria riemanniana és de vital importància per a la comprensió de la naturalesa de la geometria conforme. L'any 1929, Weyl introduí el concepte de vierbein dins la relativitat general.
La seva aproximació general sobre la física estava basada en la filosofia fenomenològica d'Edmund Husserl, específicament en l'obra de Husserl de 1913 Ideen zu einer reinen Phänomenologie und phänomenologischen Philosophie. Erstes Buch: Allgemeine Einführung in die reine Phänomenologie  (Idees d'una fenomenologia pura i d'una filosofia fenomenològica. Llibre primer: Introducció general).

### Grups topològics, grups de Lie i teoria de la representació
Entre 1923 i 1938, Weyl desenvolupà la teoria de grups compactes, en termes de representacions matricials. En el cas del grup de Lie compacte, Weyl va demostrar una fórmula de caràcter de caràcter fonamental.
Aquests resultats són fonamentals en la comprensió de l'estructura simètrica de la mecànica quàntica, que Weyl va situar en una base de teoria de grups. Això incloïa els espinors. Juntament amb la formulació matemàtica de la mecànica quàntica, en gran manera deguda a John von Neumann, Weyl aconseguí que aquest tractament es convertís en familiar a partir de 1930. Els grups no compactes i les seves representacions, en particular el grup de Heisenberg, també es tractaven en aquest context específic. La quantització de Weyl suposà una mena de pont entre la mecànica clàssica i la mecànica física, fins i tot en l'actualitat. A partir d'aquesta època, i gràcies a la influència de l'obra de Weyl, els grups de Lie i les àlgebres de Lie formen una part essencial de la matemàtica pura i de la física teòrica.
En la seva obra The Classical Groups, un text fonamental, Weyl reconsiderava la teoria d'invariants. Hi tractava els grups simètrics, els grups lineals generals, els grups ortogonals i els grups simplèctics, així com resultats sobre els seus invariants i representacions.

### Anàlisi harmònica i teoria analítica de nombres
Weyl també mostrà com emprar les sumes exponencials en les aproximacions diofàntiques, amb el seu criteri per a successions equidistribuïdes, que resultà ser un pas fonamental en la teoria analítica de nombres. Aquesta obra fou d'utilitat en l'estudi de la funció zeta de Riemann, així com en teoria additiva de nombres.

### Fonaments de la matemàtica
En la seva obra The Continuum, Weyl desenvolupà la lògica de l'anàlisi predicativa emprant els nivells inferiors de la teoria ramificada de tipus de Bertrand Russell. Va aconseguir desenvolupar la majora del càlcul clàssic, sense utilitzar l'axioma de l'elecció ni la reducció a l'absurd, i evitant els conjunts inifits de Georg Cantor.
Poc després de publicar The Continuum, Weyl va canviar, durant un curt període, la seva posició a l'intuïcionisme de Brouwer. A The Continuum, els punts constructibles existeixen com a entitats discretes. Weyl volia un continu que no fos una agregació de punts. Va escriure un article que afirmava que, per a ell mateix i per a "Som la revolució." Aquest article fou més influent que les obres originals de Brouwer a l'hora de propagar les visions intuïcionistes.
George Pólya i Weyl, durant una convenció de matemàtics a Zuric (9 de febrer de 1918), van fer una aposta sobre la direcció futura de les matemàtiques. Weyl va predir que, en els 20 anys següents, els matemàtics s'adonarien de la total vaguetat de les nocions dels nombres reals, conjunts i numerabilitat, i addicionalment, que preguntar-se sobre la veritat o falsedat de la propietat del suprem dels nombres reals tenia tant sentit com preguntar-se sobre les afirmacions bàsiques de Hegel sobre la filosofia de la natura. Qualsevol resposta a aquesta pregunta seria inverificable, sense relació amb l'experiència i, per tant, sense sentit.
Tot i això, després d'uns pocs anys, Weyl va decidir que l'intuïcionisme de Brouwer posava unes restriccions massa grans sobre les matemàtiques, tal com havien dit els crítics. L'article "Crisis" havia molestat Hilbert, professor de Weyl en l'àrea del formalisme, però en la dècada dels 1920 va reconciliar parcialment la seva posició amb la de Hilbert.
Després de 1928, sembla que Weyl va decidir que l'intuïcionisme matemàtic no era compatible amb el seu entusiasme per la filosofia fenomenològica de Husserl. En les últimes dècades de la seva vida, Weyl va ressaltar les matemàtiques com a "construcció simbòlica", i es va traslladar a una posició més propera no només a Hilbert sinó també a la d'Ernst Cassirer. Tanmateix, Weyl rarament es referí a Cassirer, i només va escriure articles breus i passatges sobre aquest posicionament.
Vers 1949, Weyl estava molt desil·lusionat amb el valor últim de l'intuïcionisme, i escrigué: 
| «                                                                                            | (anglès) Mathematics with Brouwer gains its highest intuitive clarity. He succeeds in developing the beginnings of analysis in a natural manner, all the time preserving the contact with intuition much more closely than had been done before. It cannot be denied, however, that in advancing to higher and more general theories the inapplicability of the simple laws of classical logic eventually results in an almost unbearable awkwardness. And the mathematician watches with pain the greater part of his towering edifice which he believed to be built of concrete blocks dissolve into mist before his eyes. | (català) Amb Brouwer, les matemàtiques aconsegueixen la seva claredat intuïtiva més alta. Ell aconsegueix desenvolupar els fonaments de l'anàlisi d'una manera natural, sempre conservant el contacte amb la intuïció d'una forma més propera que el que havia aconseguit fins llavors. Tanmateix, no es pot negar que, mentre s'avança en les teories més generals i elevades, la inaplicabilitat de les lleis simples de la lògica clàssica porta, en algun moment, a una dificultat gairebé insuportable. I el matemàtic mira amb dolor com l'edifici que creia que havia construït amb blocs de ciment es vaporitza davant dels seus ulls. | » |
| — Rudolf Taschner, The Continuum: A Constructive Approach to Basic Concepts of Real Analysis | | |   |

### Fermions de Weyl
L'any 1929, Weyl va proposar un fermió en una teoria alternativa a la de la relativitat. Aquest fermió seria una quasi partícula sense massa, i portaria càrrega elèctrica. Un electró es dividiria en dos fermions de Weyl o formaria dos fermions de Weyl. Hi va haver un moment en què es pensava que els neutrins eren els fermions de Weyl, però ara se sap que tenen massa. Aquestes quasipartícules foren descobertes l'any 2015, en forma de cristalls coneguts com a semimetalls de Weyl, un tipus de material topològic.

## Obra
- 1911. Über die asymptotische Verteilung der Eigenwerte Arxivat 2013-08-01 a Wayback Machine., Nachrichten der Königlichen Gesellschaft der Wissenschaften zu Göttingen, 110–117 (1911).
- 1913. Idee der Riemannflāche, 2d 1955. The Concept of a Riemann Surface. Addison–Wesley.
- 1918. Das Kontinuum, trans. 1987 The Continuum : A Critical Examination of the Foundation of Analysis. ISBN 0-486-67982-9
- 1918. Raum, Zeit, Materie. 5 edns. to 1922 ed. with notes by Jūrgen Ehlers, 1980. trans. 4th edn. Henry Brose, 1922 Space Time Matter, Methuen, rept. 1952 Dover. ISBN 0-486-60267-2.
- 1923. Mathematische Analyse des Raumproblems.
- 1924. Was ist Materie?
- 1925. (publ. 1988 ed. K. Chandrasekharan) Riemann's Geometrische Idee.
- 1927. Philosophie der Mathematik und Naturwissenschaft, 2d edn. 1949. Philosophy of Mathematics and Natural Science, Princeton 0689702078. With new introduction by Frank Wilczek, Princeton University Press, 2009, ISBN 978-0-691-14120-6.
- 1928. Gruppentheorie und Quantenmechanik. transl. by H. P. Robertson, The Theory of Groups and Quantum Mechanics, 1931, rept. 1950 Dover. ISBN 0-486-60269-9
- Weyl, Hermann «Elektron und Gravitation I». Zeitschrift Physik, 56, 5, maig 1929, pàg. 330-352. DOI: 10.1007/BF01339504. ISSN: 0044-3328.
- 1933. The Open World Yale, rept. 1989 Oxbow Press ISBN 0-918024-70-6
- 1934. Mind and Nature U. of Pennsylvania Press.
- 1934. "On generalized Riemann matrices," Ann. Math. 35: 400–415.
- 1935. Elementary Theory of Invariants.
- 1935. The structure and representation of continuous groups: Lectures at Princeton university during 1933–34.
- Weyl, Hermann. The Classical Groups. Their Invariants and Representations.  Princeton University Press, 1939. ISBN 978-0-691-05756-9.
- Weyl, Hermann «Invariants». Duke Mathematical Journal, 5, 3, 1939b, p. 489–502. DOI: 10.1215/S0012-7094-39-00540-5. ISSN: 0012-7094.
- 1940. Algebraic Theory of Numbers rept. 1998 Princeton U. Press. ISBN 0-691-05917-9
- 1952. Symmetry. Princeton University Press. ISBN 0-691-02374-3
- 1968. in K. Chandrasekharan ed, Gesammelte Abhandlungen. Vol IV. Springer.